# Mama (Coșbuc)
Mama este o poezie scrisă de George Coșbuc. Poetul descrie o mamă care așteaptă zadarnic să vină acasă fiul ei George, subliniind zbuciumul sufletesc al ei, suferința care o urmărește tot timpul. Poezia sună astfel:
În vaduri ape repezi curg
Și vuiet dau în cale,
Iar plopi în umedul amurg
Doinesc eterna jale.
Pe malul apei se-mpletesc
Cărări ce duc la moară
Acolo, mamă, te zăresc
Pe tine-ntr-o căscioară.
Tu torci. Pe vatra veche ard,
Pocnind din vreme-n vreme,
Trei vreascuri rupte dintr-un gard.
Iar flacăra lor geme:
Clipește-abia din când în când
Cu stingerea-n bătaie,
Lumini cu umbre-amestecând
Prin colțuri de odaie.
Cu tine două fete stau
Și torc în rând cu tine;
Sunt încă mici și tată n-au
Și George nu mai vine.
Un basm cu pajuri și cu zmei
Începe-acum o fată,
Tu taci ș-asculți povestea ei
Și stai îngândurată.
Și firul tău se rupe des,
Căci gânduri te frământă.
Spui șoapte fără de-nțeles,
Și ochii tăi stau țântă.
Scapi fusul jos; nimic nu zici
Când fusul se desfiră...
Te uiți la el și nu-l ridici,
Și fetele se miră.
...O, nu! Nu-i drept să te-ndoiești!
La geam tu sari deodată,
Prin noapte-afară lung privești
Ce vezi? întreab-o fată.
Nimic... Mi s-a părut așa!
Și jalea te răpune,
Și fiecare vorbă-a ta
E plâns de-ngropăciune.
Într-un târziu, neridicând
De jos a ta privire:
Eu simt că voi muri-n curând,
Că nu-mi mai sunt în fire...
Mai știu și eu la ce gândeam?
Aveți și voi un frate...
Mi s-a părut c-aud la geam
Cu degetul cum bate.
Dar n-a fost el!... Să-l văd venind,
Aș mai trăi o viață.
E dus, și voi muri dorind
Să-l văd o dată-n față.
Așa vrea poate Dumnezeu,
Așa mi-e datul sorții,
Să n-am eu pe băiatul meu
La cap, în ceasul morții!
Afară-i vânt și e-nnorat,
Și noaptea e târzie;
Copilele ți s-au culcat
Tu, inimă pustie,
Stai tot la vatră-ncet plângând:
E dus și nu mai vine!
Ș-adormi târziu cu mine-n gând
Ca să visezi de mine!
Versurile poeziei „Mama“, care au fost puse pe muzică de către celebrul compozitor George Enescu, devenind apoi una dintre cele mai îndrăgite romanțe din perioada interbelică, au fost scrise de către un poet naționalist.
În mod eronat, poezia „Mama“ a fost atribuită vreme îndelungată poetului George Coșbuc. Adevăratul autor este însă Vasile Militaru, un opozant al regimului comunist, care a fost arestat și condamnat la 32 de ani de închisoare. Vasile Militaru nu a rezistat mult în temință. El s-a stins din viață la data de 8 iulie 1959 în Penitenciarul Ocnele Mari. 
Rezumatul poeziei, în proză:
Poemul "Mama" de George Coșbuc este o emoționantă celebrare a iubirii necondiționate și a sacrificiului unei mame pentru copiii săi. Textul surprinde, printr-un limbaj simplu și plin de căldură, relația profundă dintre mamă și copil, dar și sentimentul de recunoștință pe care ar trebui să-l simțim pentru tot ce face o mamă.
În versuri, se descrie imaginea mamei ca fiind o figură centrală, mereu dedicată și gata să-și pună sufletul pe altarul fericirii copiilor săi. Ea este simbolul răbdării și al dragostei, trecând peste greutăți și suferințe fără să aștepte nimic în schimb. Dragostea mamei este necondiționată, iar sacrificiul său este privit ca o binecuvântare.
Se remarcă în poem o atmosferă caldă și nostalgic-melancolică, care scoate în evidență frumusețea relației de familie. George Coșbuc îi invită pe cititori să mediteze asupra importanței mamei în viața fiecăruia și să își arate recunoștința față de ea.
Astfel, "Mama" este o operă literară care transmite un mesaj profund despre iubirea pură și altruistă a mamei, rămânând una dintre cele mai cunoscute creații din literatura română care elogiază această figură esențială din viața fiecăruia.
Surse
1. 1 2  „Mama (Coșbuc) - Wikisource”. ro.wikisource.org. Accesat în 11 ianuarie 2025.
2. 1 2  „VIDEO Cine este adevăratul autor al poeziei „Mama", creaţie atribuită în mod eronat lui George Coşbuc. „A fost unul dintre cei mai populari poeţi interbelici"”. adevarul.ro. 3 octombrie 2017. Accesat în 11 ianuarie 2025.